# Josefina Acosta de Barón
Josefina Acosta v. de Barón (Bogotá, 12 de junio de 1897-¿?) fue una compositora, pianista y maestra colombiana.

## Biografía
De 1905 a 1912 Acosta estudió en la Academia Beethoven de Bogotá, donde tomó lecciones de teoría, solfeo y armonía con Santos Cifuentes y piano con María de Cifuentes. A partir de 1909 tomó clases de piano con Eliseo Hernández y Honorio Alarcón, y lecciones de armonía con Guillermo Uribe Holguín.  
En 1917 fundó el Centro Musical de Chapinero en Bogotá, organización que dirigió hasta 1929. También enseñó música en el Instituto Pedagógico Nacional y en el Conservatorio Nacional de Música en Bogotá.  
Contrajo matrimonio en 1929.
En 1931 viajó a Barcelona, donde estudió en la Academia Marshall con Mass y Serracán y Manuel Burges.
Desde 1936 hasta 1945 enseñó en el conservatorio de Ibagué. Entre sus alumnos tuvo a Oscar Buenaventura Buenaventura.
Compuso música para piano, música coral, una marcha sinfónica y algunas obras religiosas. Es también conocida por su obra Las estaciones, de la cual se destaca su composición Otoño, y su obra Follage, un estudio para la mano izquierda.
Se desconoce la fecha de su muerte. 